# Katholieke Kerk in Armenië

Armenië.

De Katholieke Kerk in Armenië maakt deel uit van de wereldwijde Katholieke Kerk, onder het leiderschap van de paus en de Curie.
Armenië is sinds 301 gekerstend.  Tijdens het communistisch bewind werd het christendom er zwaar onderdrukt. Sinds 30 december 1993 maakt Armenië, samen met Georgië, deel uit van de Apostolische Administratie Kaukasus. De H. Paus Johannes Paulus II bezocht Armenië in 2001.
Apostolisch nuntius voor Armenië is sinds 28 juni 2024 aartsbisschop Ante Jozić, die tevens nuntius is voor Georgië.

## Demografie
Volgens de volkstelling van 2011 wonen er 13.843 katholieken in Armenië, hetgeen 0,5% van de bevolking is. Een meerderheid van de katholieken is woonachtig in de  provincie Sjirak (8.592 katholieken), gevolgd door Lori (3.080 katholieken) en Jerevan (1.276 katholieken). 
De katholieke minderheid van Armenië leeft vooral op het Armeense platteland (78%).

### Etniciteit
Een overgrote meerderheid van de katholieken bestaat uit etnische Armeniërs (13.247 mensen, ofwel 96%), gevolgd door etnische  Russen (336 personen, ofwel 2%).